# Autostrada międzystanowa nr 505
Autostrada międzystanowa nr 505 (ang. Interstate 505, I-505) – amerykańska autostrada międzystanowa o długości 32,98 mil (53,08 km) znajdująca się całkowicie w Kalifornii, będąca drogą pomocniczą autostrady międzystanowej nr 5. Umożliwia komunikację między autostradami międzystanowymi nr 80 i nr 5 bez potrzeby przejazdu przez Sacramento. Zaczyna się w Vacaville, a kończy niedaleko jednostki census-designated place Dunnigan.